# 葡萄牙文化

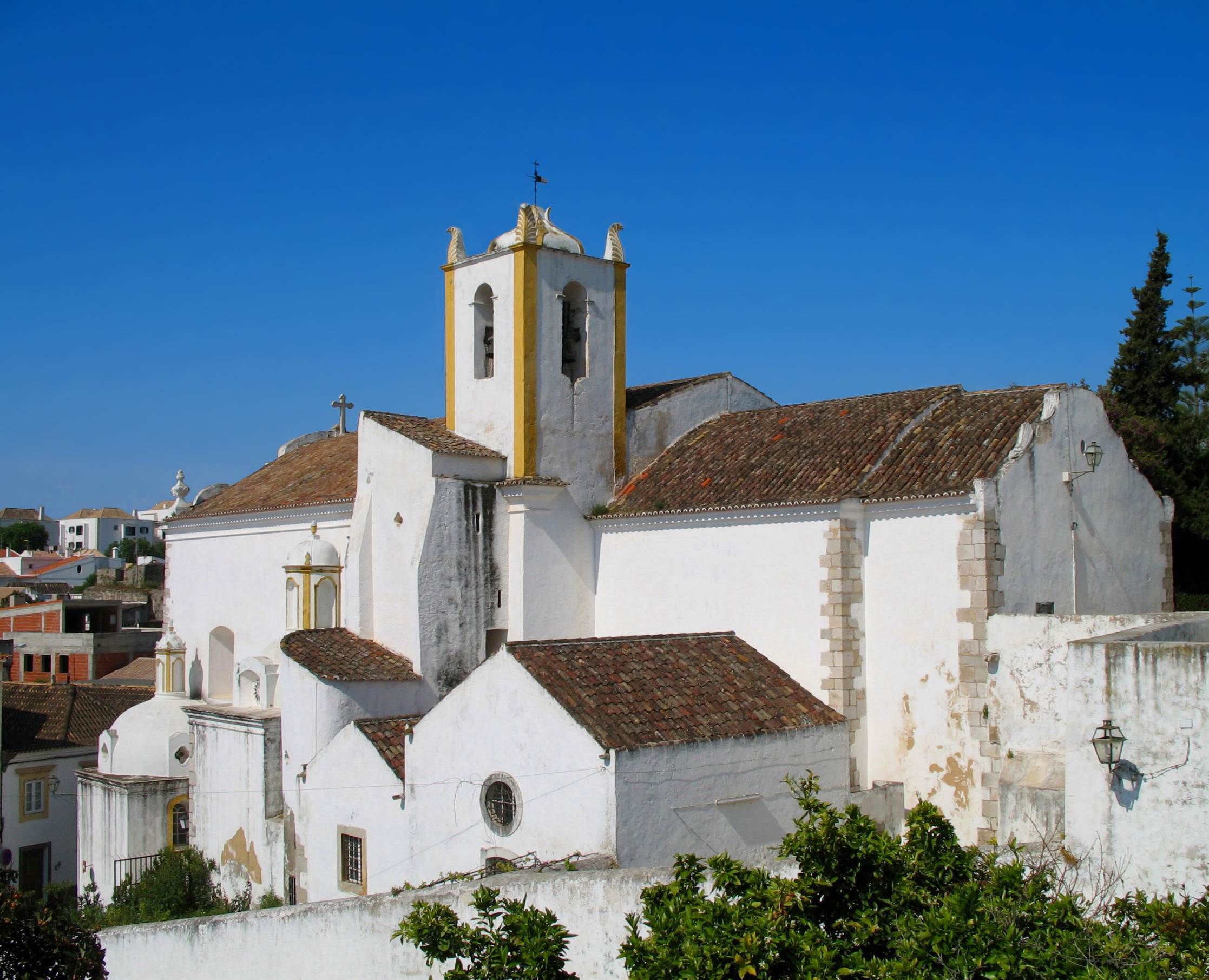
葡萄牙南方塔维罗的圣地亚哥教堂

葡萄牙位處地中海北岸最西端，面向大西洋，16世紀至18世紀又強盛一時，直至1975年前仍維持若干殖民地。不論在文字、藝術和建築皆有著濃重的拉丁味道，並受基督教文化極深。舉例，葡萄牙人的姓名一般都相當長，包含了四至六個詞彙，並主要是參考拉丁語拼湊而成。一些葡萄牙人常見的名字，如等都是屬於拉丁詞彙。

## 簡介
葡萄牙是天主教國家，逾80%的人都是信奉天主教。境內天主教教堂相當多，絕大多數都有濃厚的天主教味道。
葡萄牙另一項最出名的文化乃飲食，各种米饭、馬鈴薯、面包、肉类、海鲜和鱼类组成其主要食谱。葡萄牙人因钟情鳕鱼而闻名，据说有365种（即一年中每一天都可以不同）烹饪鳕鱼的方法。葡萄牙的葡萄酒自罗马时期就已经开始出口。罗马人将他们的酒神巴克斯与葡萄牙联系起来。如今这个国家仍享誉于众多葡萄酒爱好者，它的葡萄酒曾荣获多次国际大奖。
葡萄牙由於本身人口不及其他歐洲國家，葡萄牙在體育上成績一直只是平平，唯一可稱道的乃有三大足球體育會：里斯本竞技、波爾圖、本菲卡。這三大體育會素以培育多樣化運動人才著稱，範圍包括足球、籃球、田徑、游泳、曲棍球以至棋藝。單以足球來說，從這三家體育會培育出來的，有球員克里斯蒂亚诺·罗纳尔多、路易斯·菲戈、尤西比奧和教練穆里尼奥。